# A Soldier's Story
A Soldier's Story (Brasil: A História de um Soldado / Portugal: A História do Soldado) é um filme de drama estadunidense de 1984 dirigido por Norman Jewison, baseado na peça da Off-Broadway A Soldier's Play de Charles Fuller. A peça venceu o Prêmio Pulitzer. Um oficial negro é enviado para investigar o assassinato de um sargento negro, em Louisiana perto do fim da II Guerra Mundial. Trata-se de uma história sobre racismo e segregação em um regimento negro do Exército dos Estados Unidos, comandado por oficiais brancos e treinando no Sul dos Estados Unidos, à época das leis Jim Crow. Em um tempo e  lugar em que um oficial negro é amargamente rejeitado por quase todos, um capitão afro-americano do JAG (Judge Advocate General's Corps) investiga o assassinato de um sargento, também afro-americano, na Luisiana, após a entrada dos Estados Unidos na Segunda Guerra Mundial.
O filme foi exibido pela primeira vez no Festival de Toronto. Ele ganhou o New York Drama Critics Award, Outer Critics Circle Award, o Theater Club Award, e três The Village Voice Obie Awards. Ele ganhou o Prêmio de Ouro no 14º Festival Internacional de Cinema de Moscou. Ele também foi indicado para três Oscar: De Melhor Filme, Ator Coadjuvante (Adolph Caesar) e Roteiro Adaptado (Fuller).

## Sinopse
Em 1944, durante a Segunda Guerra Mundial, Vernon Waters, sargento-mor de uma companhia de soldados negros, é morto a tiros de pistola calibre .45 do lado de fora de Fort Neal, uma base segregada do Exército, na Luisiana. O capitão Richard Davenport, um oficial negro do Judge Advocate General's Corps (órgão da Justiça Militar), é enviado para investigar. A maioria supõe que Waters foi morto pela Ku Klux Klan local, mas outros duvidam.
Até mesmo o capitão Taylor, o único oficial branco que quer que os assassinos sejam processados, não coopera com a investigação, por duvidar que um oficial negro tenha sucesso. Davenport logo descobre que sempre que a Klan assassina soldados negros, eles tiram suas insígnias militares, enquanto o corpo do Sargento Waters foi encontrado com o uniforme intacto.
Davenport descobre que a companhia de Waters era oficialmente parte do 221º Batalhão de Geradores de Fumaça Química. Eles são mantidos no fronte doméstico e fazem trabalhos braçais. A maioria é formada por ex-jogadores da liga negra de beisebol que se juntam para jogar bola, tendo Waters como organizador.
O soldado James Wilkie, que Waters prendeu por estar bêbado em serviço, descreve Waters como um veterano de combate que foi condecorado com a Croix de Guerre pela Terceira República Francesa durante a Primeira Guerra Mundial. Ele também diz que Waters era um disciplinador rigoroso, mas um suboficial justo que se dava bem com seus homens, especialmente com o arremessador de beisebol e músico de jazz C.J. Memphis.
Já o soldado Peterson revela a natureza tirânica de Waters e sua aversão aos soldados negros da zona rural do Sul, que não tinham instrução ou que falavam  gullah. Peterson também relembra como bateu em Waters quando o sargento repreendeu os homens depois de um jogo vencido. 
Entrevistando outros soldados, Davenport descobre que Waters acusara Memphis do assassinato de um PM branco depois que uma busca conduzida por Wilkie encontrou uma pistola recém-descarregada sob seu beliche. Waters provocara Memphis para que ele o agredisse e, embora a acusação de assassinato tivesse sido rejeitada, ele foi acusado de agredir um oficial superior.
Quando Waters é morto , há uma grande abundância de suspeitos para o Capitão Davenport (Howard E. Rollins Jr.) investigar. Alguns soldados também acreditam que o Sargento Waters teria sido morto pela Ku Klux Klan.
No início, a investigação de Davenport é difícil. Não só oficiais brancos se opõem a ele, mas soldados negros zombam dele. Ele também recebe respostas desonestas daqueles a quem questiona sobre o assassinato. Afinal, Davenport começa a juntar as peças de sua investigação e descobre dois oficiais brancos que viram Waters bêbado em uma estrada pouco antes de ser encontrado morto com tiros de duas balas calibre 45. Davenport questiona os oficiais brancos que admitem ter confrontado Waters depois que ele os insultou, mas negam tê-lo matado. O Capitão Taylor acha que os policiais estão mentindo, e que Davenport deve prendê-lo. Davenport se recusa depois de saber que a munição usada para matar Waters não foi fornecida àqueles oficiais. Davenport fica sabendo que Waters desprezava C.J. porque este agia como os negros estereotipados do Old South. Waters envolve C.J. em uma falsa acusação, e C.J. se enforca na prisão, aguardando julgamento. Waters tem então o sargento Wilkie preso. Wilkie admite sua parte de culpa em um acobertamento para se vingar de Waters. Smalls  admite a Davenport que ele estava com Peterson, quando este atirou em Waters. Peterson é pego e confessa. O filme termina com a marcha do pelotão, em preparação para a partida rumo ao teatro de guerra europeu. 
Denzel Washington, em um de seus papéis cinematográficos mais antigos, retrata um profundamente amargurado  Peterson.

## Elenco
- Howard E. Rollins, Jr. como Capt. Davenport
- Adolph Caesar como Sgt. Waters
- Art Evans como Pvt. Wilkie
- David Alan Grier como Cpl. Cobb
- David Harris como Pvt. Smalls
- Dennis Lipscomb como Capt. Taylor
- Larry Riley como C.J. Memphis
- Robert Townsend como Cpl. Ellis
- Denzel Washington como Pfc. Peterson
- William Allen Young como Pvt. Henson
- John Hancock como Sgt. Washington
- Patti LaBelle como Big Mary
- Trey Wilson como Col. Nivens
- Wings Hauser como Lt. Byrd

Rollins, Caesar, Riley, Hancock e Wilson são falecidos.

## Produção
Jewison e muitos dos membros do elenco trabalharam por escala ou menos sob um orçamento apertado com a Columbia Pictures. "Ninguém realmente queria fazer este filme... uma história negra, foi baseada na Segunda Guerra Mundial, e esses temas não eram populares na bilheteria", de acordo com Jewison. Warner Bros. transformou-o para baixo, assim como o presidente da Universal, Ned Tanen e UA e MGM seguiram o exemplo. Da Columbia Frank Price leu o roteiro e estava profundamente interessado, mas o estúdio estava hesitante sobre o seu valor comercial, por isso Jewison se ofereceu para fazer o filme para um orçamento de US$5 milhões e não salário. Quando o Directors Guild of America insistiu que ele deve ter uma taxa, ele concordou em levar a menor quantidade possível. O filme acabou arrecadando US$22.1 milhões dólares americanos.
Howard E. Rollins, Jr. tinha acabado de receber uma indicação ao Oscar por seu papel em Ragtime e foi escalado como o protagonista. A maioria do elenco veio de carreiras da Broadway, mas somente Adolph Caesar, Denzel Washington, e William Allen Young apareceu em ambos o filme e o original off-Broadway interpreta com o Negro Ensemble Company, em versão de Nova York.
A Soldier's Story foi filmado inteiramente em Arkansas. As cenas externas "Tynin" foram filmadas em três dias em Clarendon. A seqüência de beisebol foi filmado em Little Rock no histórico Lamar Porter Field.
Bill Clinton (então governador de Arkansas) caiu durante o tiroteio. Ele ficou muito entusiasmado com o projeto e mais tarde ajudou fornecendo o  Arkansas Army National Guard em trajes de gala para uma grande cena, desde Jewison não tinha dinheiro para pagar um exército de figurantes. A produção foi concluída com a sua ajuda em Fort Chaffee da Reserva do Exército dos Estados Unidos Ready na base de Fort Smith (onde Elvis Presley entrou para o exército e recebeu o seu primeiro corte de cabelo).

## Trilha sonora
Herbie Hancock emitiu uma trilha de improviso interpretativo. Patti LaBelle e Larry Riley, que toca guitarra, escreveu e realizou suas próprias canções. O blues teve um papel grande na música do filme.
Infelizmente, não houve consideração conhecido dado à produção de uma trilha sonora oficial, devido às restrições orçamentais acima referidas, apesar de relativo sucesso de bilheteria do filme.

## Prêmios

### Venceu
- Prêmio Edgar, Melhor Roteiro de Filme – Charles Fuller
- Prémios Los Angeles Film Critics Association, Melhor Ator Coadjuvante – Adolph Caesar
- 14th Festival de Moscou – Golden Prize[2]
- NAACP Image Award para melhor filme

### Nomeações
- Oscar de melhor filme
- Anexo:Globo de Ouro de melhor filme dramático
- Directors Guild of America Award para Realização Diretorial Proeminente em Filme – Norman Jewison
- Oscar de melhor ator coadjuvante – Adolph Caesar
- Anexo:Globo de Ouro de melhor ator coadjuvante em cinema – Adolph Caesar
- Oscar de melhor roteiro adaptado – Charles Fuller
- Anexo:Globo de Ouro de melhor roteiro – Charles Fuller
- Writers Guild of America para Melhor Roteiro Baseado em Naterial de uma Outra Mídia – Charles Fuller